# اومیت اوزجان
اومیت اوزجان (ترکی استانبولی: Ümmet Özcan، IPA: [ymˈmet øzˈdʒan]؛ زادهٔ ۱۶ اوت ۱۹۸۲) دی‌جی و تهیه‌کننده موسیقی هلندی ترک‌تبار اهل پوتن، خلدرلاند است.

## ترانه‌شناسی

### آلبوم‌های چندآهنگه
- ۲۰۲۰: تغییر نفس (با عنوان باس[الف]) [آز رکوردز / اسپینین]

### تک‌آهنگ‌ها

#### به‌عنوان هنرمند اصلی
فهرست تک‌آهنگ‌ها به‌عنوان هنرمند اصلی، با موقعیت‌های منتخب در جدول‌ها، نشان‌دهنده سال انتشار و نام آلبوم
| عنوان                                                                                | سال  | بالاترین جایگاه در جدول | بالاترین جایگاه در جدول | بالاترین جایگاه در جدول | بالاترین جایگاه در جدول | بالاترین جایگاه در جدول | گواهینامه‌ها   |
| عنوان                                                                                | سال  | هلند                    | بلژیک                   | فرانسه                  | سوئد                    | بریتانیا                | گواهینامه‌ها   |
| ------------------------------------------------------------------------------------ | ---- | ----------------------- | ----------------------- | ----------------------- | ----------------------- | ----------------------- | ------------- |
| «کد» (به‌همراه دبلیو اند دبلیو)                                                       | ۲۰۱۳ | ۹۴                      | —                       | —                       | —                       | —                       |               |
| «انقلاب» (به‌همراه ریهاب و نروو)                                                      | ۲۰۱۳ | —                       | ۷۶                      | ۱۶۳                     | —                       | ۳۷                      |               |
| «دستانت را بلند کن»                                                                  | ۲۰۱۴ | —                       | ۴۷                      | ۹۶                      | —                       | —                       |               |
| «در هم بکوب!»                                                                        | ۲۰۱۴ | —                       | ۶۵                      | —                       | —                       | —                       |               |
| «ابرموج»                                                                             | ۲۰۱۴ | —                       | ۱۰۱                     | —                       | —                       | —                       |               |
| «هام» (در برابر دیمیتری وگاس و لایک مایک)                                            | ۲۰۱۵ | —                       | ۱                       | ۶۰                      | —                       | —                       | - BEA: پلاتین |
| «خودت را رها کن»                                                                     | ۲۰۱۵ | —                       | —                       | —                       | —                       | —                       |               |
| «در حال فرار»                                                                        | ۲۰۱۵ | —                       | —                       | —                       | —                       | —                       |               |
| «قلبم را عوض کن» (به‌همراه لورل)                                                      | ۲۰۱۸ | —                       | —                       | —                       | ۵۴                      | —                       |               |
| «—» نشانگر این اس که قطعهٔ مورد نظر در آن منطقه در جدول قرار نگرفته یا منتشر نشده‌است. |      |                         |                         |                         |                         |                         |               |

### سایر ترانه‌های قرار گرفته در جدول‌های موسیقی
| عنوان                                                                     | سال  | بالاترین جایگاه در جدول | بالاترین جایگاه در جدول |
| عنوان                                                                     | سال  | هلند                    | بلژیک                   |
| ------------------------------------------------------------------------- | ---- | ----------------------- | ----------------------- |
| «ملودی» (دیمیتری وگاس و لایک مایک و استیو آئوکی در برابر اومیت اوزجان)    | ۲۰۱۶ | —                       | ۱۲                      |
| «—» نشانگر این است که قطعهٔ مورد نظر در جدول قرار نگرفته یا منتشر نشده‌است. |      |                         |                         |